# جورج كوريفو
جورج كوريفو هو سياسي كندي، ولد في 17 يوليو 1951 في إيدموندستون ‏ في كندا. نشط حزبياً في الجمعية الليبرالية لنيو برونزويك ‏.